# Убойная сила (сезон 3)
Убойная сила-3 — третий сезон российского детективного телесериала «Убойная сила». Производство компании «Первый канал». Работа над третьим сезоном началась весной 2001 года. Премьерный показ состоялся в октябре 2001 года.

## Сюжет
Герои картины направляются в один из временных отделов милиции Чечни. Наряду с динамичной детективной интригой в фильме показаны будни милиционеров и местных жителей. Плахов, Рогов и Любимов попадают как в комичные, так и в тяжелые, трагические ситуации. На войне у каждого свой предел прочности. Перед каждым возникает выбор, при этом на кон зачастую ставится жизнь. Но повествование лишено ура-патриотизма и пафоса, оно максимально приближено к реальной обстановке, в которой несут свою службу обычные милиционеры.
Технически наиболее сложными были серии «Предела прочности», которые однако снимались не в Чечне, а на пограничном пункте в Осетии.
Об истории создания 1—4 серии был снят документальный фильм «Убойная сила в Чечне», он был показан 10 ноября 2001 года на телеканале ОРТ.

## Список серий
- 1 — 4. «Предел прочности»
  -  Часть 1

Операция по продиводействию терроризму в действии. Во время рейда Плахов арестовывает торговца Умара Динаева за хранение взрывчатки. В убойный отдел из главка приходит разнарядка: 3 человека в составе оперативной бригады должны отправиться в Чечню сроком на 3 месяца. Плахов, Рогов и Любимов записываются добровольцами. Снабженные сухими пайками и пистолетами, друзья следуют к месту дислокации…
- -  Часть 2

В райцентре боевики убивают двух мирных жителей, работавших по хозяйству на Временный отряд. Отдел ужесточает охранную систему и решает прочесать местность в поисках особо жестокого главаря бандитской группировки Султана. Но операция проваливается. Ясно одно: из отдела происходит утечка информации. Во время ночной слежки за одним из оперативников Временного отдела Плахов попадает в плен к Султану.
- - Часть 3

Временный отдел бросает все свои силы на поиски пропавшего Плахова. В лесу захвачен снайпер, который сообщает о месте нахождения двух заложников. Срочно готовится операция по их освобождению. Тем временем Султан пытается завербовать Плахова и приказывает ему добить второго заложника, солдата Рому Каратаева. Игорь не подчиняется. Султан лично убивает Рому, остальные бандиты снимают само злодейство на видеокамеру. Между тем, оперативники находят село, указанное снайпером, но боевиков, Плахова и Султана там не находят. При прочесывании села Жора случайно встает на мину-«лягушку». Всеми усилиями состава Временного отдела Любимова удаётся спасти.
- -  Часть 4

Плахова обменивают на Умара Динаева, который оказывается сыном местного олигарха. При осуществлении очередного теракта Султана тяжело ранит отряд ФСБ, и тот пытается скрыться на территории Грузии. Раскрывается правда о связном Султана в командовании Временного отряда — им оказывается майор Шабанов. Находясь в плену, майор согласился работать на Султана — у боевика был компромат в виде видеозаписи, на которой Шабанов, испугавшись смерти, убивает товарища. Опера возвращаются в Питер. Спустя некоторое время Умара снова ловят в Питере с партией наркотиков. Плахов встречается с матерью погибшего Ромы Каратаева и рассказывает ей о последних часах жизни сына.
- 5. «Спидвей»

Совершено ограбление инкассаторской машины: похищена касса с месячной зарплатой всех сотрудников завода «Феникс». Но грабителям на гоночных мотоциклах удалось скрыться. Шишкин напоминает операм о схожем преступлении месячной давности, когда мотогонщики ограбили инкассаторскую машину, похитив выручку трудового коллектива завода «Агат». Любимов и Рогов приступают к расследованию и выходят на гоночный клуб «Ладога», где ранее профессионально занимался гонками первый. Позже расследование усугубляется гибелью одного из гонщиков клуба — Игоря Медведева — во время соревнования. Как позже выясняется, к обоим преступлениям причастны покровитель «Ладоги» Харитонов и владелец охранной фирмы «Гранит» Савенков по кличке «Сова».
- 6. «Закон перспективы»

Плахов, Рогов и Любимов знакомятся с миром искусства. Сначала из Русского музея похищают картину Шишкина. Позже по неизвестным причинам гибнет благополучный художник Владислав Самохин. Под подозрение попадают бывшие коллеги покойного — деятели «актуального искусства». В результате проверок оказывается, что ниточки обоих преступлений ведут в одну мастерскую — за обоими стоял один из подозреваемых Альберт Грюннер.
- 7. «Год глухаря» (по мотивам повести Андрея Кивинова «Клюква в шоколаде»)

В канун Нового года у жены похищают директора салона красоты для домашних животных. Дело передается в «Убойный» отдел. При осмотре кабинета обнаружено следующее: у директора была проблема с одним из клиентов, найден чек из ювелирного магазина на крупную сумму, в столе спрятана фотография молодой, симпатичной девушки с породистым котом на руках. Начинается расследование. Но это не значит, что убойный отдел остается без праздника. На этот раз погуляли так, как ещё никто не гулял.
- 8. «Роль второго плана»

Рогова приглашают на съемочную площадку фильма в качестве консультанта. Совершенно неожиданно он заменяет актёра второго плана, который не явился на съёмки. Параллельно по неизвестным причинам гибнет директор мусороперерабатывающего предприятия Бочкарёв. Вскоре выясняется, что это не съёмочная площадка, а место продуманного преступления.
- 9. «Китайский квартал»

В Москву на конкурс «Лучший опер России» по решению руководства отправляют Рогова. Но не одного, а с курирующим его Егоровым. В это же время в столицу приезжает курьер с крупной партией алмазов, предназначенной для местного преступного авторитета Марата, связанного с также с китайской мафией. Однако поставка драгоценных камней срывается из-за нападения на курьера. Непостижимым образом Егоров и Рогов оказываются в центре разборок московской и китайской мафий.
В финале серии сын Рогова обнаруживает в привезённой из Питера мягкой игрушке мелкие кристаллы непонятного происхождения и, по совету отца, выбрасывает их в мусоропровод под комментарий Васи о халтуре китайцев, засыпающих стёкла даже в игрушки ...
- 10. «Судный день»

В часовом магазине на Невском проспекте происходит ограбление. Одного из налётчиков задерживает наряд милиции, вызванный работниками магазина, другому удаётся скрыться. Пойманный грабитель, Олег Минчук, даёт чистосердечное признание и называет сообщника: Виталий Дубов, студент института физкультуры. В квартире Дубова производится обыск, в результате которого находят орудие убийства (пистолет ТТ), но сам Дубов успевает скрыться. Действия Плахова признаются неправомерными, поскольку обыск проводился без санкции прокуратуры в квартире судьи, сыном которой оказался Дубов. Плахова на полгода отстраняют от занимаемой должности и отправляют простым участковым в районное отделение милиции. Родители Минчука нанимают адвоката, который помогает «развалить» уголовное дело. Происходит суд присяжных, на котором Плахов и опера, поймавшие Минчука, защищают себя, а Минчук даёт заведомо ложные показания, подсказанные ему адвокатом. В конечном итоге, присяжные оправдывают Минчука. Чуть позже сообщники идут на новое «дело» в спортивный фонд «Олимп», где наталкиваются на оказавшихся там Любимова и Виригина, пришедших за показаниями к сотруднику фонда, одному из присяжных…

## Съёмочная группа
- Режиссёры: Евгений Аксёнов, Вячеслав Сорокин, Сергей Снежкин
- Сценаристы: Олег Дудинцев, Андрей Кивинов
- Операторы: Андрей Жегалов, Дмитрий Масс, Юрий Шайгарданов
- Композиторы: Игорь Матвиенко, Вадим Биберган
- Художник: Владимир Банных
- Продюсеры: Анатолий Максимов, Константин Эрнст
- Производство: «Урсус-фильм» по заказу ОРТ

## Роли

### В главных ролях
- Константин Хабенский — Игорь Сергеевич Плахов
- Андрей Федорцов — Василий Иванович Рогов
- Евгений Ганелин — Георгий Максимович Любимов
- Сергей Кошонин — Максим Павлович Виригин

### В ролях
- Семён Стругачев — капитан Семён Черныга, судмедэксперт
- Виктор Соловьёв — майор Григорий Геннадьевич Стрельцов
- Александр Тютрюмов — подполковник Сергей Аркадьевич Егоров
- Евгений Леонов-Гладышев — майор Анатолий Михайлович Шишкин
- Виктор Костецкий — генерал Александр Александрович Максимов
- Виктор Бычков — Альберт Викторович Померанцев, бомж-информатор
- Юлия Рудина — Алёна, продавщица из ларька, девушка Плахова
- Георгий Штиль — Фёдор Ильич Петров, тесть Рогова
- Дмитрий Поднозов — Геннадий Васильевич Савенков («Сова»), владелец охранной фирмы «Гранит»
- Александр Маскалин — Игорь Александрович Медведев, мотогонщик, приятель Любимова
- Александр Большаков — Борис Эдуардович Харитонов, менеджер мотоклуба «Ладога»
- Виталий Пичик — Валерий Чернышёв, бывший мотогонщик, торговец на Северном рынке
- Станислав Булов — Роман Юдин, мотогонщик
- Антон Сычёв — Олег Лосев, мотогонщик
- Марина Гладкая — Лиза Лосева, жена Лосева
- Роман Федотов — Станислав Иванович Фёдоров, покровитель Харитонова
- Владимир Ерёмин — Роман Евгеньевич Молчанов, режиссёр
- Светлана Селезнёва — Алла Дмитриевна, штатный психолог
- Андрей Краско — Степан Глюк, пилильщик, деятель искусства
- Анна Табанина — Юлия Леонидовна Шилова, актриса, дочь Шилова, организатор убийства Бочкарёва
- Валерий Кухарешин — Юрий Тулупов-Плоткин («Князь»), деятель искусства
- Ксения Христич — Анастасия, ассистентка и любовница «Князя»
- Кирилл Данилов — Владислав Тимофеевич Самохин, художник (убит)
- Сергей Козырев — Альберт Грюннер, художник
- Людмила Вагнер — Ирина («Мама»), художница, перформансистка, глава группы художников-актуалистов
- Дмитрий Петрушков — Шилов, художник
- Александр Юдин — Тимур Орлов, художник
- Ольга Суганова (Огий) — Люся, супруга Орлова
- Сергей Мурзин — Борис Кравченко, друг Плахова
- Анатолий Горин — Костя, сосед Рогова и Петрова, бывший «барабан» Плахова
- Станислав Садальский — Анатолий Львович, прокурор
- Сергей Малахов — Вадим Дубов, налётчик и убийца, студент института физкультуры
- Алла Одинг — Вероника Павловна Дубова, судья, мать Дубова
- Андрей Крыщук — Олег Минчук, налётчик и убийца, подручный Дубова
- Михаил Смирнов — адвокат Минчука
- Игорь Сергеев — Николаев, прокурор
- Андрей Толубеев — Юрий Юрьевич Измайлов, председатель спортивного общества «Олимп»
- Герман Орлов — Иван Фёдорович Изюмов, следователь прокуратуры
- Вадим Лобанов — Илья Сергеевич Бочкарёв, директор мусороперерабатывающего завода (убит)
- Александр Блок — Леонид Иванович Шилов, первый заместитель Бочкарёва
- Елена Александрова — Наталья Андреевна Бочкарёва, жена Бочкарёва
- Леонид Ворон — Слава, каскадёр, участник убийства Бочкарёва
- Роман Емельянов — администратор
- Дмитрий Нагиев — Марат, главарь банды (арестован)
- Ли Цзянвэнь — Ли, китайский наркоторговец и преступный авторитет, партнёр Марата (арестован)
- Мухамаджон Узаков — Дэн, торговец из Китая, подопечный Марата
- Александр Кавалеров — Николай Николаевич («Ник-Ник»), сотрудник миграционной службы
- Валентин Букин — «Сыч», агент ФСБ под прикрытием попрошайки на Ленинградском вокзале
- Олег Хорошилов — Лёха, агент ФСБ, подручный «Сыча»
- Марина Казакова — Даша, фотомодель
- Александр Сластин — любовник Даши, директор модельного агентства «Орхидея»
- Иван Паршин — «Варёный», бандит-футбольный болельщик, подручный Марата (арестован)
- Максим Голумбевский — «Хлыст», бандит-меломан (арестован)
- Александр Шарневский — «Лом», бандит-энурезник (арестован)
- Валерий Рожков — Виктор Басин, курьер-контрабандист, работающий на Марата (арестован)
- Шерхан Абилов — «Дон»
- Виктор Засеев — Султан, чеченский боевик и террорист
- Ян Цапник — Виктор Стаценко, глава Временного отдела МВД в Чечне
- Егор Новокшонов — сержант Ткаченко
- Олег Андреев — Гена, офицер Временного отдела МВД в Чечне
- Александр Карпухов — Николай, офицер Временного отдела МВД в Чечне
- Владимир Кнат — Александр Данилович Исаев («Данилыч»), командир отряда Временного отдела МВД в Чечне
- Олег Волку — Павел Васильков, офицер Временного отдела МВД в Чечне, оперуполномоченный из Тюмени
- Владимир Рублёв — Олег Васильевич Сытин, офицер Временного отдела МВД в Чечне
- Замир Закиров — Ринат Файзулин, офицер Временного отдела МВД в Чечне
- Эрик Кения — «Чернуха»
- Роман Павлушев — Воронов, офицер Временного отдела МВД в Чечне
- Руслан Гиоев — Умар Динаев, наркоторговец и бизнесмен из Чечни (арестован)
- Ахсарбек Бекмурзов — Ахмат Динаев, отец Умара
- Дзембад Хамикоев — Исмаил, торговец оружием в Чечне
- Алексей Аксёнов — Роман Каратаев, заложник Султана (убит)
- Наталья Боровкова — Наталья Леонидовна Каратаева, мать Романа
- Эль Уалиди Жамаль — боевик-араб из банды Султана
- Замира Меликова — Роза Хусаинова, хозяйка коровы
- Бексолтан Тулатов — Шамиль Мамакаев, похититель коровы
- Роберт Битаев — Рамзан, хозяин кафе в Чечне
- Светлана Гуссаова — жена Рамзана
- Борис Дауев — Асланбек
- Нэлля Буленцева — жена Асланбека
- Анна Банщикова — Лейла, дочь Асланбека
- Дмитрий Поддубный — Шабанов, майор временного отдела МВД в Чечне, связной Султана (арестован)